# Нина Рапи
Нина Рапи (на гръцки: Νίνα Ράπη) е гръцка драматуржка и писателка, авторка на разкази.

## Биография
Родена е в костурското градче Хрупища (на гръцки Аргос Орестико). Детството си прекарва в Солун, а юношеството в Костур. Заминава за Лондон, където живее и работи дълги години, след което се завръща в Гърция и се установява в Атина.

## Пиеси
Първата пиеса на Нина Рапи „Итака“ първоначално е изпълнена в 1989 година в Ривърсайд Стуиос от Женската театрална работилница. Димпъл Годивала, пишейки за Сянката, един от ключовите герои в пиесата, пише: „Сянката е мястото, където започваме да разпознаваме дълбините на сексуалността (и другостта), които всички ние притежаваме... За направим интроскепция, базираща се на сенчестото аз, трябва да принаем, че нашите сексуалности, независимо от това, как са оформени, се основават на определена непрозрачност на аза. Пиесата е публикувана в „Седем пиеси от жени“ и печели наградата „Раймонд Уилиамс“ в 1991 година, както и наградата за най-добра пиеса на Театралния фестивал БИТС в Пирани, Индия в 1995 година.
Следват „Къща на мечтите“ и „Танцът на оръжието“ и двете изпълнени в театър „Овална къща“ съответно през 1991 и 1992 година. „Любовници“ е представена в кратката си версия в театър Гилгуд, част от Уест Енд Шортс, Лондонски фестивал на новата пиеса 2002. „Крайно“ има презентация в Театър Гейт в 2013 година.
В 2010 година пиесата на Рапи „Целуни сянката“ е представена в Студио Театър Сохо. През същата година са изпълнени откъси и в студио „Лиричен театър“ и в Саутбанк Сентър като част от Лондонския литературен фестивал. Също така в 2010 година нейната пиеса „Крайно/Акробатика“ е представена в Националния театър на Гърция, Фестивала Аналогион. След това пише „Диви зверове“, продуцирана в Ангелон Вима в Атина, 2014 и 2015 година. Публикувана е от издателство „Соколис“. Нейната пиеса „Ангелско състояние“ е представена в Театро Технис в Атина на фестивала Аналогион 2015. „Ангелско състояние“ също така е включена в Обероновата антология на съвременните гръцки пиеси, публикувана през 2017 година. Същата година пиесата ѝ „Искри“ се играе в театър „Арго“ в Атина. През 2018 година тя е поставена и е в Театър Т в Солун и в театър Симпкинс Лий в Оксфордския университет. Публикувана е от издателство „Соколис“ в Атина. Също в 2018 година нейната пиеса „Не/сигурности“ е поставена в Общинския театър в Пирея. И нейното либрето на „Гарванътотново“, опера на композитора Костис Крицотакис, е изпълнено в Театъра Воядзидис в Атина. Пиесата на Нина Рапи „Ангелско състояие“ е публикувана на три езика през пролетта на 2019 година - на гръцки, словашки и италиански.

## Стил и теми
Текстовете на Рапи се фокусират върху властта, желанието и свободата. В интервю за „Скавенджър“ тя описва основните си теми в трилогията си пиеси (Ангелско състояние; Причини за укриване; Целуни сянката) като наблюдението, цензурата и властта от една страна и интимността, съпротивата и свободата от друга. В интервю, засягащо естетическия ѝ подход тя заявява: „Мястото, от което пиша е много интимно и лично, но ситуациите/динамиките, характерите и историите, които аз създавам са измислени и често интелектуално изработени (менталното и емоционалното за мен са тясно обвързани“ и „Аз често използвам различни медии на сцената, не само видеа, но жива музика и хореография... Текстът е разбира се основен“. Лизбет Гуудмън в анализа си на „Итака“, първата пиеса на Рапи, пише: „Именно тази концепция на променяща, прогресивна свобода осигурява ключа ъм първата пиеса на Нина Рапи „Итака“, пиеса, която поглежда към тъмната страна на сексуалността“ и „Итака“ изследва концепцията, че индивидите са постоянно подсъзнателно привлечени към конфликт и доминация... Най-вече „Итака“ е мрачна комедия - сюрреалистична в някои аспекти, странно „реалистична“ в други. Тонът на пиесана е шокиращо непочтителен“. Самуеле Граси в анализа си на пиесите на Рапи „Ангелско състояние“, „Любовници“, „Трики“, „Тоалетните на Джоузи“) пише за употребата от Рапи на многопластова структура, фокусирана върху свободата и/или желанието като свобода.